# Andi Deris
Andreas "Andi" Deris, född 18 augusti 1964 i Karlsruhe, Tyskland, är en tysk musiker och låtskrivare. Han är sångare i powermetalgruppen Helloween. Han var tidigare sångare i hårdrocksbandet Pink Cream 69. 
Andi Deris ersatte Michael Kiske i Helloween 1994. Hans första album med Helloween var Master of the Rings som släpptes samma år.

## Diskografi (urval)
Album med Pink Cream 69
- Pink Cream 69 (1989)
- One Size Fits All (1991)
- Games People Play (1993)

Album med Helloween
- Master of the Rings (1994)
- The Time of the Oath (1996)
- High Live Live (1996)
- Better Than Raw (1998)
- Metal Jukebox (1999)
- The Dark Ride (2000)
- Rabbit Don't Come Easy (2003)
- Keeper of the Seven Keys - The Legacy (2005)
- Keeper of the Seven Keys – The Legacy World Tour 2005/2006 Live (2007)
- Gambling with the Devil (2007)
- Unarmed - Best of 25th Anniversary (2010)
- 7 Sinners (2010)
- Straight Out of Hell (2013)
- Masters of Rock DVD (2014)
- My God-Given Right (2015)
- Helloween (2021)

Soloalbum
- Come in from the Rain (1997)
- Done by Mirrors (1999)
- Million-Dollar Haircuts on Ten-Cent Heads (2013)